# Apologetik
Apologetik (oldgræsk: ἀπολογία, apología) betyder forsvar af en position under angreb og bruges om kristent trosforsvar.
Apologetik har rødder helt tilbage til Det Nye Testamente og kirkefædrene. En gruppe af kirkefædrene kaldes for apologeter (f.eks. Justin Martyr). Ordet optræder i Det Nye Testamente, da Paulus ifølge Apostlenes Gerninger holder en forsvarstale for Festus og Agrippa (ApG 26,2), og ligeledes da han i Filipperbrevet forsvarer og underbygger evangeliet (Fil 1,7.17). Særligt kendt er måske 1. Petersbrev, hvor de troende formanes til altid at være rede til forsvar for troen (1 Pet 3,15).
Også i dag udøves apologetik i forbindelse med dialog med andre religioner og ikke-troende.

## Kristne apologeter

### Antikken
- Athenagoras
- Justin Martyr
- Origenes
- Tatian
- Theophilus af Antiokia
- Tertullian

### Tidlig middelalder
- Lactantius

### Moderne tid
- Alister McGrath
- G.K. Chesterton
- William Lane Craig
- John Lennox
- William A. Dembski
- Jerry Falwell
- Dietrich von Hildebrand
- C.S. Lewis
- Tim Keller
- David Wood
- Nabeel Qureshi